# Bletia ensifolia
Bletia ensifolia är en orkidéart som beskrevs av Louis Otho Otto Williams. Bletia ensifolia ingår i släktet Bletia och familjen orkidéer. Inga underarter finns listade i Catalogue of Life.